# 2MASS J14252798-3650229
2MASS J14252798-3650229 ist ein Brauner Zwerg im Sternbild Zentaur. Er wurde 2004 von Tim R. Kendall et al. entdeckt. Er gehört der Spektralklasse L5 an. Seine Position verschiebt sich aufgrund seiner Eigenbewegung jährlich um 0,53 Bogensekunden.